# The Atomic Mr. Basie

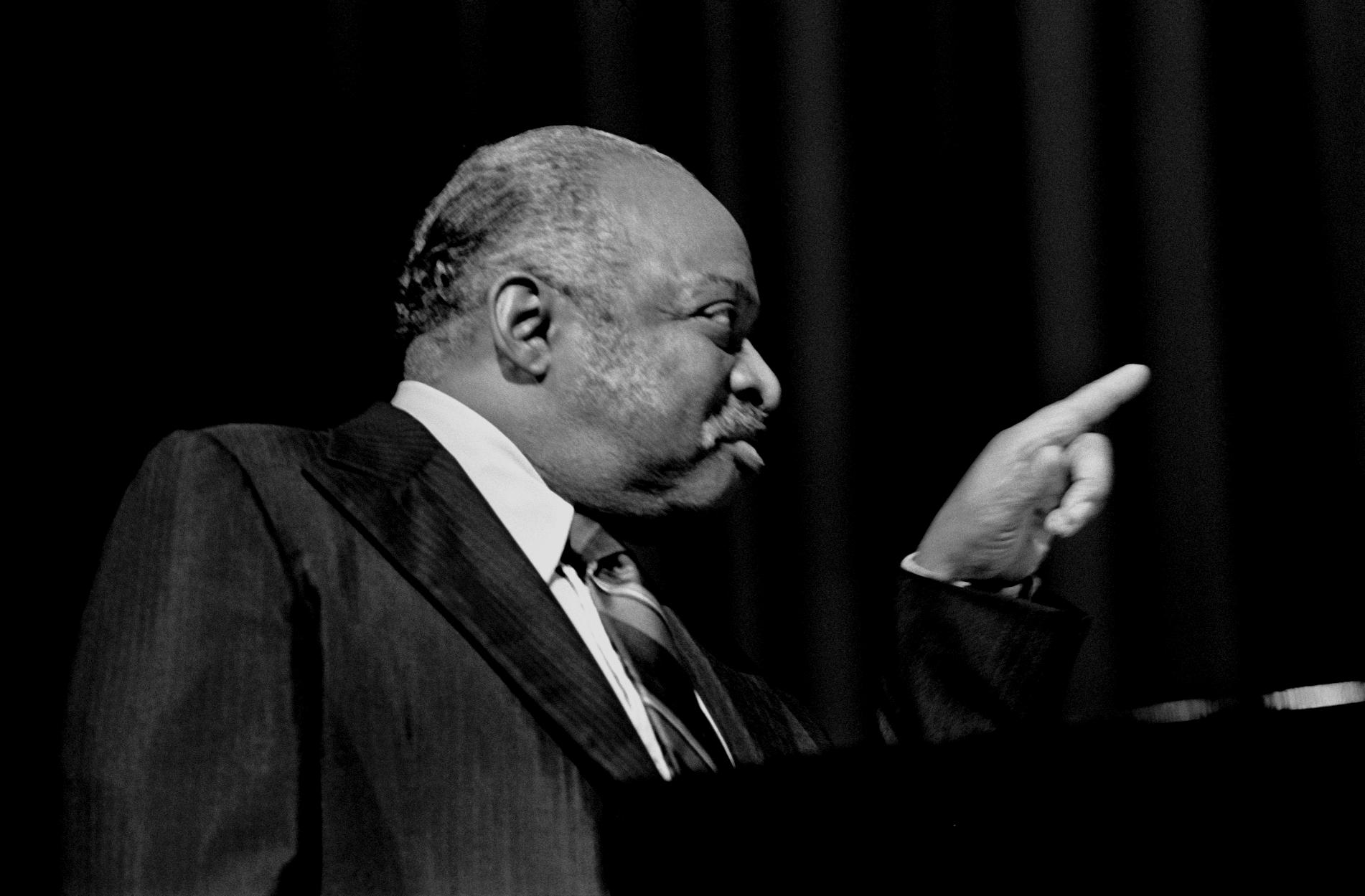
Count Basie (1974)

The Atomic Mr. Basie (ursprünglich Basie genannt, auch bekannt als E=MC2 und 1994 neu aufgelegt als The Complete Atomic Basie) ist ein Musikalbum von Count Basie and his Orchestra aus dem Jahre 1958.

## Album

### Aufnahme und Veröffentlichung
Die Aufnahmen für das Studioalbum The Atomic Mr. Basie mit seinen insgesamt elf Titeln erfolgten am 21. und 22. Oktober 1957 in den Capitol Studios in New York City, die Veröffentlichung als Langspielplatte im Januar 1958 bei Roulette Records. Die Wiederveröffentlichung des Albums als CD unter dem Namen The Complete Atomic Basie erfolgte 1994 und beinhaltete fünf zusätzliche Bonustracks.

### Hintergrund
Für Count Basie, der mit seiner ersten eigenen Bigband seit Mitte der 1930er Jahre Karriere gemacht hatte, waren seit Mitte der 1940er Jahre schwere Zeiten angebrochen. Bebop und früher Rhythm & Blues begannen mehr und mehr die von Basie gespielte Swing-Musik abzulösen und so hatte Basie Anfang der 1950er Jahre seine erste Bigband aufgelöst und spielte für einige Zeit in kleiner Besetzung im Septett gemeinsam mit Clark Terry, Buddy DeFranco, Charlie Rouse, Wardell Gray, Paul Quinichette, Buddy Rich und Gus Johnson. „Die Band hatte keine Probleme, Engagements an Land zu ziehen, als aber der Sänger Billy Eckstine den Pianisten immer wieder ermahnte, doch endlich wieder eine große Band zusammenzustellen, ließ Basie sich irgendwann überreden. Die neue Bigband unterschied sich grundlegend von der früheren. Die Musiker waren jünger und spielten moderner, die Arrangements waren sauberer, kraftvoller, prägnanter. Das alte Konzept aber, einen Schwerpunkt auf die Soli zu legen, immer hervorragende Saxophonisten in der Band zu haben, das Moment des Wettstreits zu fördern und vor allem die durchgehend swingende Rhythmusgruppe, blieb erhalten. Die Rhythm Section bestand neben Basie und Green nun aus dem Schlagzeuger Gus Johnson und dem Kontrabassisten Eddie Jones. Die beiden Saxophon-Streithähne waren Frank Wess und Frank Foster, im Trompetensatz saß weiterhin Joe Newman, daneben aber auch jüngere Musiker wie Thad Jones, der genauso wie Foster etliche der Arrangements für die Band beisteuerte. Und mit den Arrangeuren Ernie Wilkens, Quincy Jones und Neal Hefti hatte Basie ein genauso glückliches Händchen, das für neue Hits garantierte. … Diese zweite großartige Basie-Band der fünfziger Jahre produzierte etliche hervorragende Aufnahmen“, darunter The Atomic Mr. Basie. Für Joachim-Ernst Berendt und Günther Huesmann liegt der Akzent „in den moderneren Basie-Orchestern … auf einer mühelosen, federnden Präzision, die vom swing her auf die selbstverständlichste Weise gewonnen wird. Basies Band konnte mit einer Spannkraft, einer Leichtigkeit und kollektiven Präzision swingen, die den Jazzkritiker Whitney Ballett zu der Bemerkung veranlassten, Basie habe ‚den Takt auf Räder gesetzt‘.“ Und Ralf Dombrowski schreibt: „Die Basie Big Band der ‚Atomic Sessions‘ … wurde, in Abgrenzung von der berühmten Besetzung der späten Dreißiger mit Lester Young, Harry Edison, Buck Clayton, zum ‚Second Testament‘ erklärt, weil sie es verstand, eine Reihe hervorragender Solisten zum kompakten, ungemein kräftigen Orchestersound zu verknüpfen. Saxofonisten wie Eddie ‚Lockjaw‘ Davis, Trompeter wie Thad Jones und Joe Newman prägten einen Ensembleklang, den man in den späten Fünfzigern … nur noch selten zu hören bekam. Dazu kamen die Arrangements von Neal Hefti, der nach den Tagen bei Woody Herman um 1950 zu Count Basie … gestoßen war und den Orchesterklang der Nachkriegsjahre deutlich geprägt hatte. Seine Spezialität war die Balance der dramatischen Mittel, die er vor allem über kontrastreiche Dynamik und Melodik erreichte. … Hefti beherrschte diese Orchestertugenden souverän und das Ensemble bedankte sich dafür, indem es im Oktober 1957 ein komplettes Programm nur mit seinen Kompositionen aufnahm. Es wurde unter dem Titel E = MC² – The Atomic Basie bekannt und gehörte … bald zu den Bestseller-Alben Basies, so erfolgreich, dass ein halbes Jahr später noch die Fortsetzung Basie Plays Hefti nachgelegt wurde.“

## Titelliste

### Originalalbum (1958)
- Count Basie and his Orchestra: The Atomic Mr. Basie (Roulette – ROU 1005)[1]

1. Kid from Red Bank (Basie, Neal Hefti) – 2:38
2. Duet – 4:10
3. After Supper – 3:22
4. Flight of the Foo Birds – 3:21
5. Double-O – 2:45
6. Teddy the Toad – 3:40
7. Whirlybird – 3:46
8. Midnite Blue – 4:25
9. Splanky – 3:35
10. Fantail – 2:50
11. Lil’ Darlin – 4:47

* Alle Lieder wurden von Neal Hefti komponiert, sofern nicht anders angegeben.

### Wiederveröffentlichung mit Bonustracks (1994)
- Count Basie and his Orchestra: The Complete Atomic Basie (Roulette Jazz – 7243 8 28635 2 6)[2]

1. Kid from Red Bank (Basie, Neal Hefti) – 2:38
2. Duet – 4:10
3. After Supper – 3:22
4. Flight of the Foo Birds – 3:21
5. Double-O – 2:45
6. Teddy the Toad – 3:40
7. Whirlybird – 3:46
8. Midnite Blue – 4:25
9. Splanky – 3:35
10. Fantail – 2:50
11. Lil’ Darlin – 4:47
12. Silks and Satins (Jimmy Mundy) – 4:05
13. Sleepwalker’s Serenade (Alternative Take) – 3:37
14. Sleepwalker’s Serenade – 3:39
15. The Late, Late Show (Roy Alfred, Murray Berlin) – 2:52
16. The Late, Late Show (Vocal Version) (Alfred, Berlin) – 3:02

* Alle Lieder wurden von Neal Hefti komponiert, sofern nicht anders angegeben.

## Mitwirkende

### Musiker und ihre Instrumente
- Count Basie – Piano
- Henry Coker – Posaune
- Wendell Culley – Trompete
- Eddie „Lockjaw“ Davis – Tenorsaxophon
- Frank Foster – Tenorsaxophon
- Charles Fowlkes – Baritonsaxophon
- Freddie Green – Gitarre
- Al Grey – Posaune
- Eddie Jones – Kontrabass
- Thad Jones – Trompete
- Joe Newman – Trompete
- Sonny Payne – Schlagzeug
- Benny Powell – Posaune
- Marshal Royal – Altsaxophon
- Frank Wess – Saxophon
- Joe Williams – Gesang (Titel 16)
- Snooky Young – Trompete[2]

### Kompositionen und Arrangements
- Neal Hefti – Kompositionen, sofern nicht anders angegeben
- Neal Hefti – Arrangements (Titel 1–11)
- Jimmy Mundy – Arrangements (Titel 12–14)[2]

### Produktionsstab Originalalbum (1958)
- Barry Ulanov – Linernotes
- Arnold Meyers – Fotografie
- Teddy Reig – Produzent[1]

### Produktionsstab Wiederveröffentlichung (1994)
- Bob Arnold – Toningenieur
- Malcolm Addey – Toningenieur (Digitaltransfer)
- Barry Ulanov – Linernotes
- Michael Cuscuna – Linernotes
- Teddy Reig – Produzent
- Michael Cuscuna – Produzent Wiederveröffentlichung[2]

## Rezeption
Das Album gewann die Auszeichnungen Best Jazz Performance, Group und Best Performance by a Dance Band bei den ersten jährlichen Grammy Awards 1959. Gemäß Acclaimed Music erreichte The Atomic Mr. Basie Platz 6 der beliebtesten Alben im Jahr 1958, Platz 25 der beliebtesten Alben der 1950er Jahre und Platz 837 der beliebtesten Alben aller Zeiten, basierend auf einer Aggregation von Hunderten von Kritiker-Aufstellungen aus der ganzen Welt.
Das Album ist eines von Basies bekanntesten und wurde von der internationalen Kritik gefeiert. Das zeigen die Bewertungen bei Allmusic (5 von 5 Sternen), im The Penguin Guide to Jazz on CD, 6. Auflage 2002 (4 von 4 Sternen), in der Virgin Encyclopedia of Popular Music (5 von 5 Sternen), in Le Guide du CD (4 von 4 Sternen) und in Music Story (5 von 5 Sternen).
Die Musikdatenbank Allmusic vergab dem Album 5 von 5 Sternen und der Jazzkritiker Bruce Eder stellt fest: „Es hat Basies Stammpublikum und viele andere Leute überrascht, als kühne, zukunftsweisende Aussage im Rahmen einer Big-Band-Aufnahme.“
Der österreichische Radiosender Ö1 kommentiert: „Das Cover der LP mit der Abbildung eines riesigen, leuchtenden Atompilzes zu versehen, war schon einmal ziemlich verwegen. Dass dann noch als Untertitel vollmundig die Formel ausgegeben wurde: „E = MC² = Count Basie Orchestra + Neal Hefti Arrangements“, mag für den zwei Jahre zuvor verstorbenen Albert Einstein ein Grund gewesen sein, sich im Grab umzudrehen, Jazzfreunde des Jahres 1957 aber durften ihre Erwartungen an Count Basie und sein Orchester getrost in die Höhe schrauben. Und sie wurden nicht enttäuscht. Die Kombination von Heftis Kompositionen und Arrangements mit dem saftig-knackigen Sound des Count Basie Orchestra war tatsächlich eine hochenergetische Angelegenheit. Da machte es auch nichts, dass die Blütezeit von Swing und Big Bands längst vorüber war, denn Count Basie verstand es, den Musikern seiner Band innerhalb des homogenen Orchesterklangs auch solistische Höhenflüge zu ermöglichen, die sich mit denen anderer zeitgenössischer Jazzer messen konnten. ‚The Atomic Mr. Basie‘ ist ein atemberaubender Musiktrip ohne jeglichen Durchhänger. Und nebenbei wird bei dieser LP auch noch deutlich, wie großartig Mono-Aufnahmen klingen können.“
John Fordham stellt in Das Grosse Buch vom Jazz fest: „Basies ‚neue‘ Band der fünfziger Jahre – eleganter als seine früheren, aber swingender denn je und mit herausragenden Arrangements. Diese phantastische Platte ist vermutlich die Beste, die Basie nach dem Krieg aufnahm.“
Das Album wurde in das Buch 1001 Albums You Must Hear Before You Die aufgenommen, Will Fulford-Jones nennt es „Basies letzte große Platte“.
Und Robert Shore bezeichnet das Album im Jazzwise Magazine als: „Basie’s großartiges Karriere-Wiederbelebungs-Album aus dem Jahr 1957“. Das Jazzwise Magazine hat das Album auch in seine Liste „The 100 Jazz Albums That Shook the World“ aufgenommen und schreibt: „Erstmals veröffentlicht unter dem Namen Basie und mit einer ‚geschmackvollen‘ Atompilzwolke illustriert, hatte es … eine explosive … Wirkung, da es sein erstes Album war, das den reichen Ensemble-Sound und -Beat einfing. Einige der Titel hören sich besser an als andere, aber die Stimmung insgesamt ist zeitlos.“